# Unstoppable (álbum)
Unstoppable es el primer álbum de estudio de la cantante colombiana Karol G, publicado el 27 de octubre de 2017 a través de Universal Music Latino. La producción fue llevada a cabo principalmente por el productor colombiano Ovy on the Drums.
El álbum contó con 7 sencillos: «Casi nada», «Muñeco de Lego», «Hello» con Ozuna, «A ella», «Ahora me llama» con Bad Bunny, «Eres mi todo» con Kevin Roldán y «La dama» con Cosculluela. Unstoppable Debutó en el puesto 192 de la lista Billboard 200 y en el puesto dos de Top Latin Albums y Latin Rhythm Albums, con 3000 copias vendidas en su primera semana.

## Lista de canciones
| Unstoppable |                                                  |                                                                                   |                                               |          |  |
| N.º         | Título                                           | Escritor(es)                                                                      | Producer(s)                                   | Duración |  |
| 1.          | «Ganas de ti»                                    | Karol G, Daniel Echavarria                                                        | Ovy on the Drums                              | 2:47     |  |
| 2.          | «La dama» (con Cosculluela)                      | Karol G, Echavarria, Cosculluela, Jorge Caraballo, Gabriel Medina                 | Ovy on the Drums, Montana The Producer, Mueka | 3:28     |  |
| 3.          | «Hello» (con Ozuna)                              | Karol G, Echavarria, Ozuna                                                        | Ovy on the Drums, Mosty                       | 3:15     |  |
| 4.          | «El pecado»                                      | Karol G, Echavarria                                                               | Ovy on the Drums                              | 3:11     |  |
| 5.          | «A solas»                                        | Karol G, Echavarria                                                               | Ovy on the Drums                              | 3:20     |  |
| 6.          | «Ahora me llama» (con Bad Bunny)                 | Karol G, Echavarria, Bad Bunny                                                    | Ovy on the Drums                              | 3:55     |  |
| 7.          | «Eres mi todo» (con Kevin Roldán)                | Karol G, Echavarria, Ronny Velasco, John Marin, Jessyd Ramirez                    | Ovy on the Drums                              | 3:07     |  |
| 8.          | «Amor no hay»                                    | Karol G, Echavarria                                                               | Ovy on the Drums                              | 3:22     |  |
| 9.          | «A ella»                                         | Karol G, Mauricio Rengifo, Andrés Torres                                          | Mauricio Rengifo                              | 3:18     |  |
| 10.         | «Muñeco de Lego»                                 | Karol G, Echavarria                                                               | Ovy on the Drums, Mosty                       | 2:44     |  |
| 11.         | «Casi nada»                                      | Karol G, Andy Clay, Gabriel Rodriguez, Gustavo Alberto, Hector Rivera, Echavarria | Ovy on the Drums                              | 3:38     |  |
| 12.         | «Lo sabe Dios»                                   | Karol G, Echavarria, Fernando Tobon                                               | Ovy on the Drums                              | 2:27     |  |
| 13.         | «Ahora me llama (Remix)» (con Bad Bunny y Quavo) | Karol G, Echavarria, Martinez, Quavo                                              | Ovy on the Drums                              | 4:11     |  |

## Créditos y personal
| Artistas - Karol G - Artista principal - Cosculluela - Colaboración (canción 2) - Ozuna - Colaboración (canción 3) - Bad Bunny - Colaboración (canción 6 y 13) - Kevin Roldán - Colaboración (canción 7) - Quavo - Colaboración (canción 13) | Técnicos - Mosty - Mezclador (todas las canciones) - Jaycen Joshua - Mezclador (todas las canciones) Productores - Ovy On The Drums - Productor (canciones 1-8, 10-13) - Andrés Torres - Productor (canción 9) - Mauricio Rengifo - Productor (canción 9) |

## Posicionamiento en listas
| Listas (2017)                  | Mejor posición |
| ------------------------------ | -------------- |
| Estados Unidos (Billboard 200) | 192            |
| Estados Unidos (Latin Albums)  | 2              |

## Certificaciones
| País (organismo certificador) | Certificación | Unidades certificadas |
| ----------------------------- | ------------- | --------------------- |
| México (AMPROFON)             | Platino + Oro | 90 000                |
| Estados Unidos (RIAA)         | 2x Platino    | 120 000               |